# Myofibrilläre Myopathie
Bei den Myofibrillären Myopathien (MFM) handelt es sich um eine Gruppe seltener angeborener Muskelerkrankungen. Sie beruhen auf einem strukturellen Fehler eines je nach Erkrankungssubtyp unterschiedlichen Proteins der Muskelzelle, welcher zur Ansammlung und Verklumpung dieses Proteins (Proteinaggregat) führt.

## Subtypen
Abhängig von dem betroffenen Protein werden folgende Subtypen unterschieden:
- Desminopathie, auch bezeichnet als MFM1 (Betroffenes Gen: Desmin, abgekürzt mit DES)
- αB-Crystallinopathie, auch bezeichnet als MFM2 (Betroffenes Gen: αB-Crystallin, abgekürzt mit CRYAB)
- Myotilinopathie, auch bezeichnet als MFM3 (Betroffenes Gen: Myotilin, abgekürzt MYOT)
- ZASPopathie, auch bezeichnet als MFM4 (Betroffenes Gen: ZASP/LDB3)
- Filaminopathie, auch bezeichnet als MFM5 (Betroffenes Gen: Filamin C oder Filamin 2, abgekürzt mit FLNC)
- BAG3opathie, auch bezeichnet als MFM6 (Betroffenes Gen: BAG3)
- MFM7 (Betroffenes Gen: KY)
- MFM8 (Betroffenes Gen: PYROXD1)
- Titinopathie, auch bezeichnet als MFM9 (Betroffenes Gen: TTN)
- FHL1opathie (Betroffenes Gen: FHL1)

## Symptome
Betroffene leiden unter einer meist langsam voranschreitenden Muskelschwäche (Parese). Diese kann – je nach Erkrankungssubtyp – sowohl proximale (rumpfnahe) als auch distale (rumpfferne) Skelettmuskeln einbeziehen. Der Herzmuskel ist häufig ebenso betroffen (Kardiomyopathie), bei manchen Formen auch die Atemmuskulatur. Entsprechend können Herzinsuffizienzen als auch Atemstörungen auftreten.

## Diagnose
Diagnostisch können auffällige Befunde in der Elektromyografie (EMG) auf das Vorliegen einer myofibrillären Myopathie hinweisen. Zudem können teilweise erhöhte Kreatinkinase-Werte oder typische Veränderungen in Muskelbiopsiepräparaten auffallen. Eine gesicherte und exakte Diagnose inklusive des genauen Subtyps erfolgt dann in der Regel erst durch die Bestätigung einer entsprechenden Mutation im Rahmen einer genetischen Analyse.

## Therapie
Es existieren aktuell keine ursächlichen Therapien für diese Erkrankungen. Es werden verschiedene Ansätze diskutiert, an welchen Stellen in den Krankheitsmechanismus eingegriffen werden könnte.  Der Übergang von im Labor vielversprechenden Therapieansätzen zur klinischen Erprobung ist bei diesen Erkrankungen besonders schwierig, da für einen statistisch belastbaren Wirksamkeitsnachweis eine ausreichend große Anzahl von geeigneten Studienteilnehmern erforderlich ist. Zudem werden als Vergleichsmaßstab repräsentative Daten über den natürlichen Krankheitsverlauf benötigt. Diese Aspekte sind sowohl aufgrund der Seltenheit dieser Erkrankungen als auch des meist langsamen und individuell sehr unterschiedlichen Verlaufs nur schwer abzudecken.

## Patientenregister
Um die Erforschung von Therapiemöglichkeiten für diese seltenen Erkrankungen zu unterstützen, wurde 2017 in einer Kooperation verschiedener Institute ein Patientenregister gegründet.
Ziel dieses Registers ist es,
- besser zu verstehen, wie viele Menschen von diesen Erkrankungen betroffen sind, welche Beschwerden sie haben und wie sich der Verlauf der Krankheit entwickelt
- Forschern damit sowohl anonymisierte statistische Daten über typische Symptome/Krankheitsverläufe an die Hand zu geben als auch die Chance, Patienten für klinische Studien zu finden
- Betroffenen den Zugang zu klinischen Studien und Forschungsvorhaben zu ermöglichen.